# 関口欣也
関口 欣也（せきぐち きんや、1932年（昭和7年）12月10日 - 2020年（令和2年）5月24日）は、日本の建築史家。横浜国立大学名誉教授。中世禅宗寺院の建築に造詣が深い。

## 来歴
- 1956年（昭和31年）、横浜国立大学工学部建築学科卒業、同年神奈川県技師、神奈川県建築部建築課勤務。
- 1962年（昭和37年）、横浜国立大学助手
- 1970年（昭和45年）、東京大学より工学博士の学位を取得
- 1974年（昭和49年）、日本建築学会賞受賞
- 横浜国立大学工学部教授を経て、神奈川県文化財保護審議会委員、文化庁文化財保護審議会委員、財団法人文化財建造物保存技術協会理事長
- 1999年（平成11年）、横浜国立大学名誉教授[2]
- 2020年（令和2年）5月24日、死去。87歳没。死没日をもって従四位に叙される[3]。

## 著書
- 『鎌倉の古建築』 有隣堂 (1997/07)
- 『中世禅宗様建築の研究―関口欣也著作集〈第1巻〉』 中央公論美術出版 (2012/03)
- 『江南禅院の源流、高麗の発展―関口欣也著作集〈第2巻〉』中央公論美術出版 (2012/03)
- 『新編 名宝日本の美術〈15〉五山と禅院』 小学館 (1991/09)
- 『名宝日本の美術 第13巻 五山と禅院』 小学館 (1983/04)

## 共著・編著
- 『アジア古建築の諸相―その過去と現状』 相模書房 (2005/06)
- 『法隆寺から薬師寺へ 飛鳥・奈良の建築・彫刻』 (日本美術全集)　講談社 (1990/10)
- 『建築史の空間―関口欣也先生退官記念論文集』 中央公論美術出版 (1999/04)